# Francesco Mussoni
Francesco Mussoni (San Marino, 15 maggio 1971) è un politico sammarinese, capitano reggente della Repubblica di San Marino dal 1º ottobre 2021 al 1º aprile 2022 insieme a Giacomo Simoncini.

## Biografia
Francesco Mussoni è nato a San Marino il 15 maggio 1971.
Ha conseguito la maturità presso il Liceo Classico della Repubblica di San Marino e la laurea in Giurisprudenza presso l'Università di Bologna.

### Incarichi Istituzionali
XXIX Legislatura - Eletto quale  Membro del Consiglio Grande e Generale per la corrente XXIX Legislatura a seguito delle elezioni politiche del novembre 2016 nelle liste del Partito Democratico Cristiano Sammarinese (PDCS). Eletto membro della Commissione Consiliare Permanente Affari Esteri, Emigrazione ed Immigrazione, Sicurezza e Ordine Pubblico, Informazione;  Eletto membro della Commissione Consiliare Permanente Finanze, Bilancio e Programmazione; Artigianato, Industria, Commercio; Turismo, Servizi, Trasporti e telecomunicazioni, Lavoro e Cooperazione.
XXVIII Legislatura – (2012/2016) 
- Primo tra gli eletti nella tornata elettorale dell'11 novembre 2012
- Membro del Consiglio Grande e Generale per la corrente XXVIII Legislatura a seguito delle elezioni politiche dell'11 novembre 2012 nelle liste del Partito Democratico Cristiano Sammarinese (PDCS).
-
Segretario di Stato (Ministro) Sanità Sicurezza Sociale, Programmazione Economica, Previdenza e Famiglia dal 6 dicembre 2012 al 28 dicembre 2016.
XXVII Legislatura (2008/2012) 
- Membro del Consiglio Grande e Generale per la XXVII Legislatura a seguito delle elezioni politiche del 9 novembre 2008 nelle liste del Partito Democratico Cristiano Sammarinese (PDCS).
- Membro della Commissione Consiliare Permanente Affari Esteri, Emigrazione ed Immigrazione, Sicurezza e Ordine Pubblico ed Informazione.
Capitano Reggente nel semestre 1º ottobre 2009 – 1º aprile 2010.
Segretario di Stato (Ministro) per il Lavoro, le Poste e la Cooperazione dal 16 marzo 2011 al 5 dicembre 2012. 
- Rappresentante del Congresso di Stato in seno alla Commissione per la Gestione dell'Edilizia Sovvenzionata.
XXV Legislatura (2001/2006) 
- Membro del Consiglio Grande e Generale per la XXV Legislatura (2001/2006) nelle liste del Partito Democratico Cristiano Sammarinese (PDCS).
- Membro dell'Ufficio di Segreteria del Consiglio Grande e Generale.
- Membro della Commissione Consiliare Deliberante per l'esame del Progetto di legge “Codice di Procedura Penale”.
- Membro della Commissione Consiliare Permanente Affari Costituzionali e Istituzionali, Ordinamento dello Stato e della P.A., Protezione Civile, Affari Interni e Rapporti con le Giunte di Castello.
- Membro della Commissione Consiliare Permanente Affari Esteri, Emigrazione ed Immigrazione, Informazione, Trasporti e Telecomunicazioni, Sicurezza e Ordine Pubblico.
- Membro della Commissione Consiliare Permanente Finanze, Bilancio e Programmazione, Artigianato, Industria e Cooperazione Economica, Commercio, Lavoro e Cooperazione.
- Presidente della Commissione Consiliare Permanente Previdenza e Sicurezza Sociale, Affari Sociali, Igiene e Sanità, Territorio, Ambiente, Lavori Pubblici e Servizi Pubblici e Agricoltura.

## Incarichi di Governo
Dal 16 marzo 2011 al 5 dicembre 2012 ha assunto il mandato di Segretario di Stato al Lavoro, la Cooperazione e le Poste.
Dal 6 dicembre 2012 al 28 dicembre 2016 ha assunto il mandato di  Segretario di Stato Sanità Sicurezza Sociale, Programmazione Economica, Previdenza e Famiglia.

## Associazioni ed Enti
Ruoli in precedenza assunti in enti, associazioni no profit: - Presidente e fondatore del Rotaract Club della Repubblica di San Marino. - Presidente e fondatore dell'Associazione Sammarinese per l'Evoluzione Giuridica (ASEG). - Presidente della Consulta delle Associazioni e Cooperative Culturali della Repubblica di San Marino. - Presidente e fondatore dell'associazione “Il Pianello”. - Presidente della Fondazione Marino d'Arbe.
Ruoli in precedenza assunti in società di capitali: - Presidente e membro del Collegio Sindacale di primarie società di diritto sammarinese. - Membro del Consiglio di Amministrazione di primarie società di diritto sammarinese.